# ریوجی موچیزوکی
ریوجی موچیزوکی (انگلیسی: Ryuji Mochizuki؛ زادهٔ ۶ سپتامبر ۱۹۸۸) بازیکن فوتبال اهل ژاپن است.